# 乾明
乾明（けんめい）は、南北朝時代の北斉において、廃帝高殷の治世に使用された元号。560年旧正月 - 旧8月。

## 西暦・干支との対照表
| 乾明 | 元年  |
| 西暦 | 560年 |
| 干支 | 庚辰  |